# Lacertaspis reichenowi
Espèce
Synonymes
- Lygosoma reichenowii Peters, 1874

Lacertaspis reichenowi est une espèce de sauriens de la famille des Scincidae.

## Répartition
Cette espèce se rencontre au Cameroun, au Gabon, sur l'île de Bioko en Guinée équatoriale, en République centrafricaine et en République démocratique du Congo.

## Étymologie
Cette espèce est nommée en l'honneur d'Anton Reichenow.

## Publication originale
- Peters, 1875 "1874" : Über neue Reptilien (Peropus, Agama, Euprepes, Lygosoma, Typhlops, Heterolepis) der herpetologischen Sammlung des Berliner zoologischen Museums. Monatsberichte der Königlichen Preussischen Akademie der Wissenschaften zu Berlin, vol. 1874, p. 159-164 (texte intégral).